# 明治大学大学院法学研究科・法学部
明治大学法学部（めいじだいがくほうがくぶ、英称:School of Law）は、明治大学が設置する法学部。明治大学大学院法学研究科（めいじだいがくだいがくいんほうがくけんきゅうか）は、法学を教育・研究する明治大学の大学院法学研究科。

## 概説

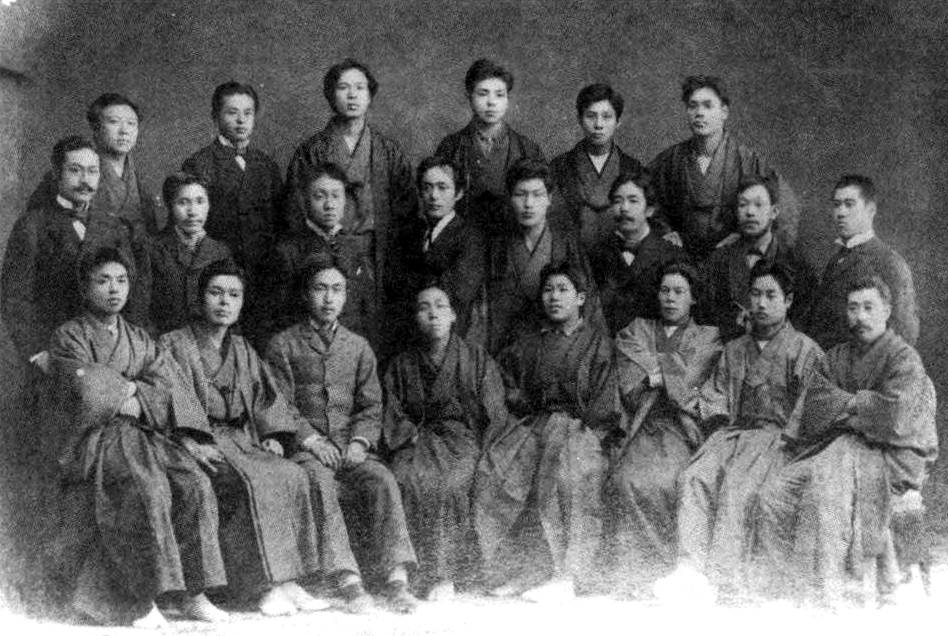
1884年判事登用試験合格記念写真（上段左から2人目が岸本辰雄、中段左端が矢代操、中段左から3人目が西園寺公望、中段左から6人目が宮城浩蔵、中段右端が杉村虎一）

明治大学法学部は法律学科のみから構成されており、他の大学のように政治学科は法学部には設置されていない。その母体は、司法省法学校の卒業生である岸本辰雄、宮城浩蔵、矢代操の3人がフランス法学を教授する仏法系学校として、1881年1月に設立した明治法律学校を起源とする。ルーツとしては明治大学最古の学部である。
1903年、専門学校令により明治大学と改称、1904年には法学部、政学部、文学部、商学部が設置された（1908年に大学部（法科・政科・商科）に改称）。1920年、大学令による大学に昇格し、法学部と商学部の2学部を設置する。1949年には新制大学として認可され、法学部など6学部を設置。1952年には法学研究科を新制大学院に設置し、現在に至る。
明治大学法学部では、大学院・法科大学院進学希望者に限り成績が特に優秀な学生は3年で卒業が可能となる早期卒業制度がある。また、2年次より選択をしたコースに分かれて専門性を身につける。5つのコース制を設けており、ビジネスローコース、国際関係法コース、公共法務コース、法と情報コース、法曹コースと多岐にわたる。

## 沿革

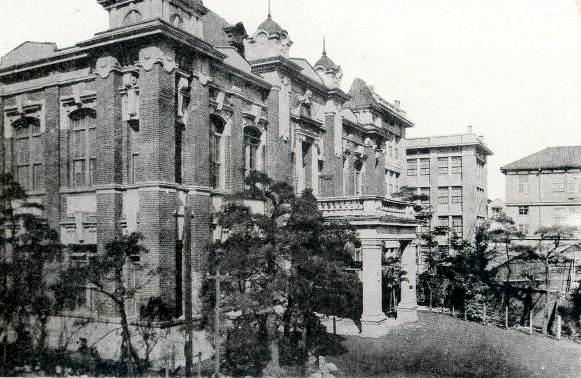
大正期の明治大学

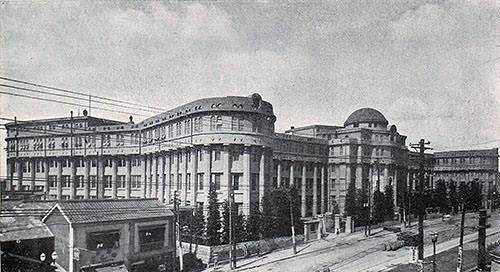
3代目記念館

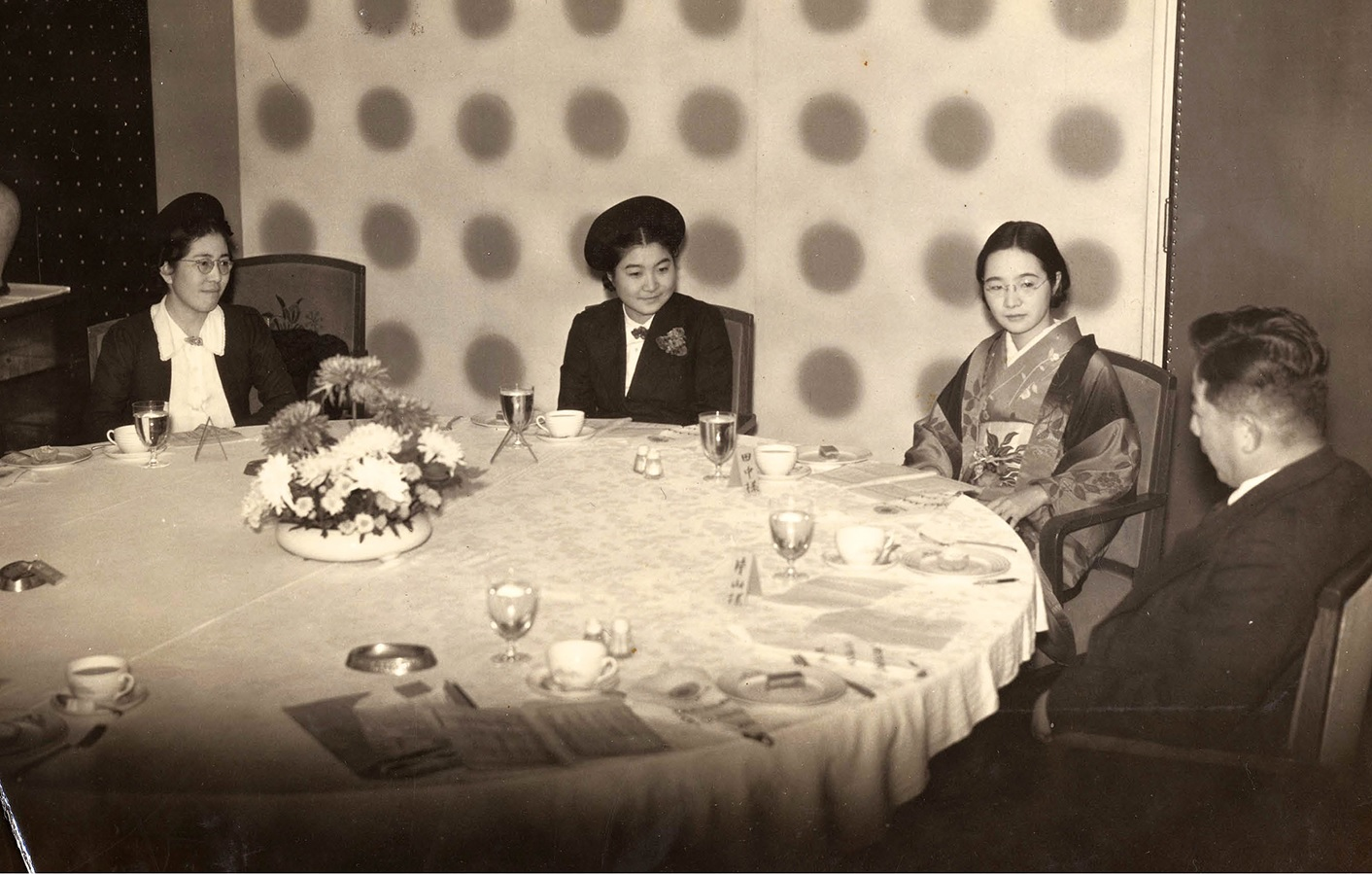
左から久米愛 、三淵嘉子、中田正子（1939年）

- 1881年 - 岸本辰雄、宮城浩蔵、矢代操の3人が明治法律学校を設立（有楽町3丁目の旧島原藩邸内）。
- 1885年 - 『明法雑誌』創刊。
- 1886年 - 私立法律学校特別監督条規公布により、明治法律学校など五大法律学校が帝国大学特別監督下に入る。神田区駿河台南甲賀町に移転（かつてのお茶の水スクエアC館付近）。
- 1887年 - 講法会を設立（のちの校外生制度）。
- 1888年 - 五大法律学校連合大討論会に参加[6]。 東京法学校および東京仏学校との合併問題起こる[7]。
- 1892年 - 第三回帝国議会で民法・商法施行延期法案可決（仏法派に打撃）。
- 1893年 - 司法省から判事検事登用試験の指定校となる。
- 1900年 - 卒業生に明法学士の称号が授与されるようになる。
- 1903年 - 専門学校令により明治大学と改称、各学部に本科・専門科を設置。
- 1908年 - 学部内にあった専門科が独立し、本科を大学部、専門科を専門部と改称[8]。
- 1911年 - 駿河台校舎新築落成移転式を兼ねて創立30周年記念式を挙行。
- 1920年 - 旧制大学として認可され、法学部を設置[9]。植原・笹川事件（～1921年）[10]。
- 1922年 - はじめて学位を授与する（法学博士）。
- 1925年 - 政治経済学部設置認可[11]、希望者は同学部に移籍[12]。
- 1929年 - 刑事博物館を開設（1954年一般公開）。
- 1932年 - 女子部卒業生15名が法学部に入学[13]。
- 1938年 - 高等文官試験司法科で法学部出身の女性3名（久米愛、三淵嘉子、中田正子）合格[14]。
- 1947年 - 夜間学部設置[15]。
- 1949年 - 新制大学として認可。
- 1952年 - 法学研究科を設置。
- 1953年 - 旧制学部最後・新制学部最初の合同卒業式を挙行。
- 1961年 - 駿河台10号館竣工。
- 1980年 - 創立100周年記念式典挙行（日本武道館）。
- 2004年 - 二部の学生募集を停止。

## キャンパス

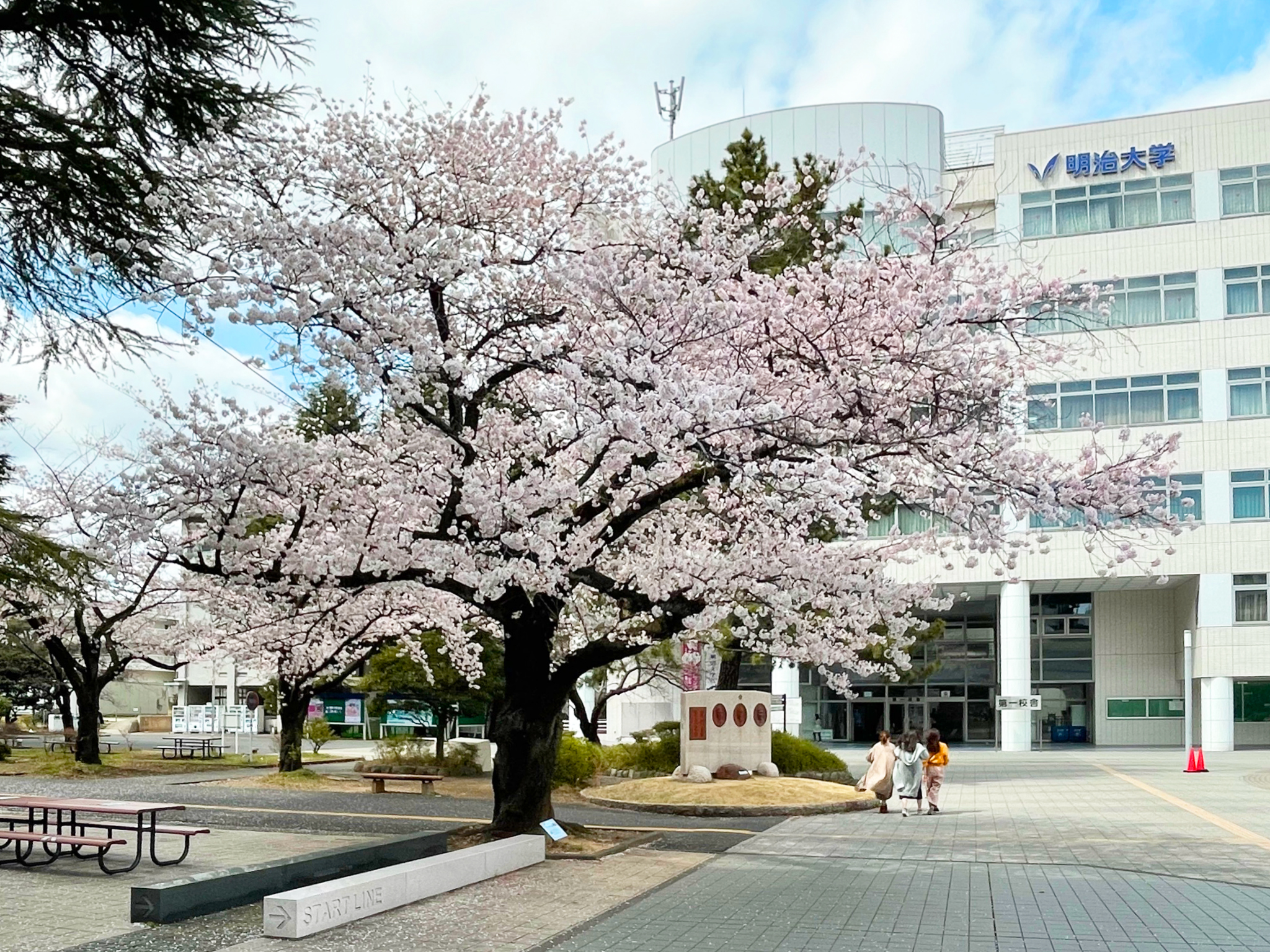
和泉キャンパス
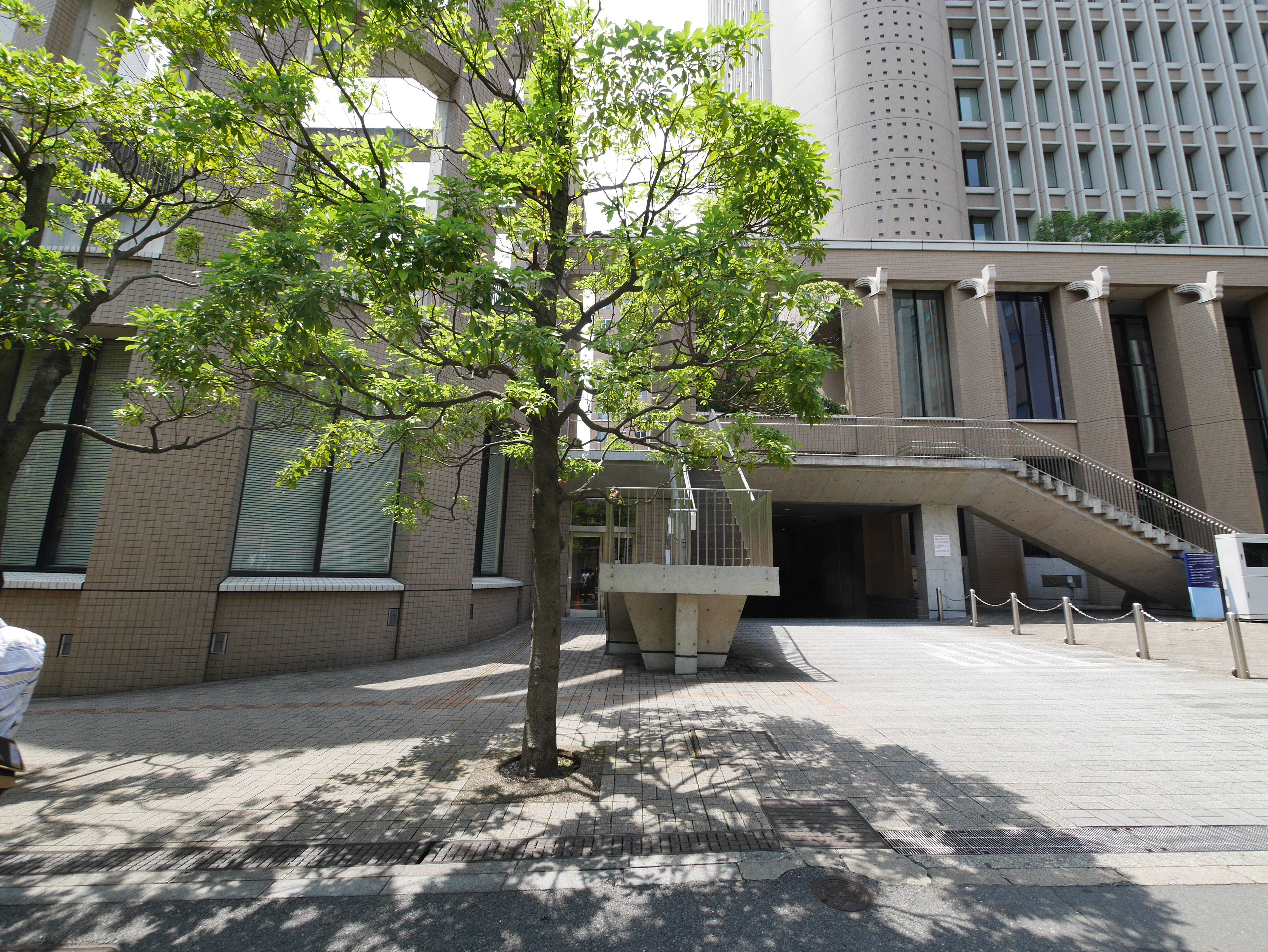
駿河台キャンパス

- 学部1・2年次 - 和泉キャンパス（杉並区永福）
- 学部3・4年次 - 駿河台キャンパス（千代田区神田駿河台）

学生の間では、駿河台への進級後に和泉の必修科目を再履修することを「和泉返し」、留年することを「和泉止まり」と呼ぶ。

## 学部・学科
- 法学部
  - 法律学科
    - ビジネスローコース
    - 国際関係法コース
    - 公共法務コース
    - 法と情報コース
    - 法曹コース

## 大学院
- 法学研究科（博士前期課程・博士後期課程）
  - 公法学専攻
    - 法学研究者養成コース
    - 高度職業人養成コース

  - 民事法学専攻
    - 法学研究者養成コース
    - 高度職業人養成コース